# Algonquin (Maryland)
Algonquin és una concentració de població designada pel cens dels Estats Units a l'estat de Maryland. Segons el cens del 2000 tenia 1.361 habitants.

## Demografia
Segons el cens del 2000, Algonquin tenia 1.361 habitants, 582 habitatges, i 426 famílies. La densitat de població era de 491,1 habitants per km².
Dels 582 habitatges en un 24,2% hi vivien nens de menys de 18 anys, en un 63,2% hi vivien parelles casades, en un 8,6% dones solteres, i en un 26,8% no eren unitats familiars. En el 23,4% dels habitatges hi vivien persones soles el 15,1% de les quals corresponia a persones de 65 anys o més que vivien soles. El nombre mitjà de persones vivint en cada habitatge era de 2,33 i el nombre mitjà de persones que vivien en cada família era de 2,71.
Per edats la població es repartia de la següent manera: un 18,7% tenia menys de 18 anys, un 4,3% entre 18 i 24, un 22,3% entre 25 i 44, un 30,6% de 45 a 60 i un 24,1% 65 anys o més.
L'edat mediana era de 48 anys. Per cada 100 dones de 18 o més anys hi havia 81,9 homes.
La renda mediana per habitatge era de 56.250 $ i la renda mediana per família de 61.750 $. Els homes tenien una renda mediana de 31.625 $ mentre que les dones 30.850 $. La renda per capita de la població era de 28.483 $. Cap de les famílies i el 2,2% de la població estaven per davall del llindar de pobresa.

## Poblacions més properes
El següent diagrama mostra les poblacions més properes.